# Rašelinný potok
Rašelinný potok je menší vodní tok ve Slavkovském lese a v Podčeskoleské pahorkatině, levostranný přítok Bahnitého potoka v okrese Cheb v Karlovarském kraji.
Délka toku měří 6 km, plocha povodí činí 9,94 km².

## Průběh toku
Potok pramení ve Slavkovském lese v nadmořské výšce 883 m na jihovýchodním svahu Lysiny  (982 m), druhé nejvyšší hory tohoto pohoří. Jižním a jihozápadním směrem klesá prudce až k severovýchodnímu okraji Lázní Kynžvart. Zde při pravém břehu vyvěrají minerální prameny Helena a Viktor, při levém břehu pak známější minerální pramen Richard. Nad silnicí z Lázní Kynžvart do Valů opouští potok Slavkovský les a přitéká do Podčeskoleské pahorkatiny. Za jihovýchodním okrajem Lázní Kynžvart, nedaleko železniční stanice Lázně Kynžvart, přitéká do Dvouhrázového rybníka. Po průtoku rybníkem se směr toku mění z jižního na východní až jihovýchodní. Okolo Zaječího pramene teče k železniční trati, kterou podtéká. Směřuje na jih k Bahnitému potoku do kterého se zleva vlévá poblíž obce Valy. 